# Grundvatten av god kvalitet
Grundvatten av god kvalitet är ett av Sveriges 16 nationella miljömål. Bra grundvatten säkerställer att ekologiska system men också byggda miljöer kan existera utan negativ påverkan.  
Grundvatten av god kvalitet är det 9:e miljömålet och Sveriges riksdag har definierat miljökvalitetsmålet som: "Grundvattnet ska ge en säker och hållbar dricksvattenförsörjning samt bidra till en god livsmiljö för växter och djur i sjöar och vattendrag" .   

## Preciseringar
Regeringen har fastställt sex preciseringar för miljömålet Grundvatten av god kvalitet:
- Grundvattnets kvalitet
- God kemisk grundvattenstatus
- Kvaliteten på utströmmande grundvatten
- God kvantitativ grundvattenstatus
- Grundvattennivåer
- Bevarande av naturgrusavlagringar[2]

## Implementering av myndigheter i Sverige
Sveriges geologiska undersökning, SGU, har utsetts till ansvarig myndighet för miljömålet, och varje länsstyrelse och kommun ansvarar sedan för att följa upp och uppnå målet. Detta innebär till exempel att det inom varje vattendistrikt ska upprättas ett övervakningsnät för övervakning av grundvattenförekomster. 

## Uppföljning av miljömålet
De svenska miljömålen följs upp årligen, och en fördjupad utvärdering görs vart fjärde år.
Det var ursprungligen tänkt att miljömålet för ett bättre grundvatten skulle vara uppnått till 2020. Sedan 2020 följs detta och andra miljömål istället upp mot år 2030.

### Målbedömning
Aktuell bedömning för miljömålet Grundvatten av god kvalitet (mars 2023) är att målet inte nås och att det inte går att se en tydlig riktning för utvecklingen i miljön (varken positiv eller negativ). Detta motiveras så här:
Kunskapen om mänskliga föroreningar i grundvattnet ökar successivt, bland annat genom utökad övervakning och insamling av befintliga data. Nya prognosmodeller för grundvattennivåer utvecklas. Genomförandetakten i kunskapsuppbyggnad och utförande av konkreta åtgärder för grundvattnet är dock alltför långsam. En långsiktig stabil finansiering samt större hänsyn till grundvatten inom planering krävs.

### Indikatorer
Som stöd för bedömningen används bland annat fyra indikatorer:
- Bevarandestatus grundvattenberoende naturtyper[6]
- Grundvattenkvalitet för dricksvatten, enskild vattenförsörjning[7]
- Levererad mängd naturgrus, krossberg och morän från tillståndsgivna täkter[8]
- Vattenskyddsområden för grundvattentäkter och ytvattentäkter[9]

Indikatorerna uppdateras med olika intervall beroende på hur ofta det finns nya data. Till varje indikator finns även en kommenterande text som förklarar utvecklingen.

### Tidigare indikatorer
Uppföljningen av miljömålet har ändrats över tid. Nedan följer en lista av äldre indikatorer för miljömålet Grundvatten av god kvalitet.
- Certifierade brunnsborrare
- Grusanvändning
- Grustäkt i grundvattenområden
- Klorid i grundvattnet
- Nedfall av kväve
- Nedfall av svavel
- Radon i dricksvatten
- Vattenskyddsområden
- Vägsaltanvändning
- Växtskyddsmedel [1]

### Fördjupad utvärdering
Den senaste fördjupade utvärderingen av miljömålen gjordes 2023. Underlagsrapporten om Grundvatten av god kvalitet togs fram av SGU 2022.

## Historia och politisk bakgrund
När Sveriges riksdag 1999 fastställde 15 nationella miljömål var "Grundvatten av god kvalitet" ett av dem . Samma år gav Naturvårdsverket ut de första bedömningsgrunderna för grundvatten. Man beslutade då att se till saltinnehåll, försurning och nivåändringar med mera . År 2000 införde sedan Europaparlamentet och Europeiska unionens råd ett direktiv om skydd och bevarande av grundvatten. 2006 kom ett utvidgande direktiv, vilket används som vägledning för nuvarande bedömningsgrunder .

## Vikten och betydelsen av målet
Att ha ett grundvatten av god kvalitet är essentiellt. Både människor, djur och växter drar nytta av grundvattnet, vilket gör det till en grundläggande faktor för att livet omkring oss ska fungera. Grundvatten utgör runt 50% av Sveriges dricksvatten och är därmed viktigt för en säker dricksvattenförsörjning .

## Det biologiska sammanhanget och betydelsen för framtiden
Grundvattnet fyller också ut håligheter under jorden, och en sjunkande grundvattenspegel kan i och med det leda till att vattennivån vid markytan sjunker, vilket i sin tur leder till att våtmarker torkas ut. En annan effekt kan vara att markytan i sig sjunker och leder till slukhål. Därför är det viktigt att kontrollera nivån på grundvattnet. Dessutom kan en minskning av grundvatten påverka intrånget av saltvatten i kustnära regioner. Förekomst av kemikalier i grundvattnet kan också orsaka problem.